# تايلر هينمان
تايلر هينمان (بالإنجليزية: Tyler Hinman)‏ هو مهندس أمريكي، ولد في 5 نوفمبر 1984 في هارتفورد في الولايات المتحدة.

## وصلات خارجية
- تايلر هينمان على موقع IMDb (الإنجليزية)
- تايلر هينمان على موقع قاعدة بيانات الفيلم (الإنجليزية)